# Príncipe de Nóvgorod
El título de Príncipe de Nóvgorod (en ruso: Князь новгородский) fue el jefe ejecutivo de Nóvgorod el Grande. El cargo fue originariamente de nombramiento hasta finales del siglo XI o principios del XII, entonces se convirtió en una especie de título electivo hasta el siglo XIV, después de lo cual el príncipe de Vladímir (que era casi siempre el príncipe de Moscú) fue casi invariablemente también el príncipe de Nóvgorod.
El cargo comenzó en algún momento del siglo IX cuando, según la tradición, el vikingo (varego) Riúrik y sus hermanos fueron invitados a gobernar sobre los eslavos orientales, pero información auténtica y fiable sobre el cargo data sólo de finales del siglo X cuando Vladimiro el Grande era el príncipe de Nóvgorod. El cargo o título técnicamente continuó hasta la abdicación de Nicolás II en 1917 - entre uno de sus títulos (aunque su lista de títulos fue raramente dada en forma íntegra) fue Príncipe de Nóvgorod el Grande. 
Después de que el príncipe rurikida se trasladara a Kiev a finales del siglo IX, normalmente envió a su hijo o a un posádnik (alcalde), para gobernar en nombre suyo. Así Sviatoslav I envió a su hijo Vladimiro el Grande a gobernar Nóvgorod, y después de que Vladimiro se convirtiera en Gran Príncipe de Kiev, envió a su hijo, Yaroslav I el Sabio a reinar en Nóvgorod.

## Período republicano
Desde principios del siglo XII hasta 1478, el poder del príncipe en la República de Nóvgorod era más bien nominal. Los estudiosos de la época imperial y pre-soviética a menudo arguyeron que el cargo era inefectivo después de 1136, cuando el príncipe Vsévolod Mstislávich fue derrocado por los novgorodenses, y que Nóvgorod podía nombrar y cesar a sus príncipes a voluntad. De esta manera, el príncipe de Nóvgorod no era ya más el «gobernante» de Nóvgorod sino un oficial ejecutivo de la ciudad-estado nombrado o elegido.
Habiendo dicho esto, el punto de vista tradicional del príncipe como persona nombrada o cesada a voluntad es una excesiva simplificación de una historia del cargo larga y compleja. De hecho, desde finales del siglo X hasta la caída de Nóvgorod en 1478, los príncipes de Nóvgorod fueron cesados y nombrados sólo la mitad del tiempo, y la amplia mayoría de esos casos acontecieron entre 1095 y 1293, y no de una manera constante durante este período. Esto es, el cargo fue electivo durante al menos dos siglos e incluso entonces no fue siempre electivo. Incluso durante este período, el nadir del poder principesco en la ciudad, más poderosos príncipes podían afirmar su poder independientemente sobre la ciudad, como hizo Mstislav el Calvo a principios de los años 1200, Alejandro Nevski en los años 1240 y años 1250, su hermano Yaroslav en los años 1260 y 1270, y otros.
Según una afirmación de las crónicas, Nóvgorod tenía el derecho, después de 1196, de elegir el príncipe de su deseo, pero de nuevo, la evidencia indica que incluso después de ello, los príncipes sólo fueron elegidos y cesados la mitad del tiempo, y Nóvgorod a menudo eligió al príncipe más poderoso de la Rus de Kiev como su príncipe. Eso normalmente significó que el príncipe de Kiev, Vladímir o Moscú (que conservaba el título de Gran Príncipe de Vladímir desde alrededor de los años 1320 en adelante, aunque hubo varias interrupciones) o bien tomó el título él mismo o nombró a su hijo u otro pariente como príncipe de Nóvgorod. A veces otros príncipes, de Tver, Lituania y otros lugares, también aspiraron al trono novgorodense. Así Nóvgorod realmente no elegía a su príncipe, sino considerando el clima político, a menudo ellos muy prudentemente se apuntaban al príncipe principal o más poderoso de la tierra si él no se imponía por sí mismo (o a su candidato) sobre ellos.
Lo que era diferente en Nóvgorod, pues, era no tanto que pudiera elegir libremente a sus príncipes, ya que realmente no podía. Más bien, lo que era único es que ninguna dinastía principesca consiguió establecerse en la ciudad y asumir su control permanente. Más bien, mientras que en otras ciudades de la Rus de Kiev se establecieron dinastías, los más poderosos príncipes buscaron controlar Nóvgorod el Grande, una ciudad de lo más deseable, para asumir el control dada la vasta riqueza (del comercio de pieles) que fluía a la ciudad en el período medieval.
En ausencia de un control principesco más firme, las élites locales, los boyardos, asumieron el control de la ciudad y los cargos de posádnik y týsiatski se hicieron electivos. El veche (asamblea pública) tuvo un papel nada insignificante en la vida pública, aunque su composición precisa y sus poderes son inseguras y aún discutidas entre los historiadores. El posádnik, el týsiatski, e incluso el obispo o arzobispo local (después de 1165) se elegían en el veche, y se dice que el veche nombró y cesó también al príncipe.

## Lista de príncipes
| - Burivói (legendario gobernante esloveno) - Gostomysl (legendario gobernante esloveno) - Riúrik - Oleg (H-L-G-W ?), fl. 911/12 - Ígor, 913-944 x - Olga, fl. 955-957 - Sviatoslav Ígorevich, 941-969 - Vladimiro el Grande, 969-977 - Yaropolk Sviatoslávich, 977-979 - Vladimiro el Grande (de nuevo), 979-988 - Viacheslav Vladímirovich, 988-1010 - Yaroslav I el Sabio, 1010-1034 - Vladímir Yaroslávich, 1034-1052 - Iziaslav Yaroslávich, 1052-1054 - Mstislav Iziaslávich, 1055-1067 - Gleb Sviatoslávich, 1055-1067 - Gleb Sviatoslávich, 1069-1073 - Gleb Sviatoslávich, 1077-1078 - Sviatopolk Iziaslávich, 1078-1088 - Mstislav Vladímirovich («el Grande»), 1088-1094 - David Sviatoslávich, 1094-1095 - Mstislav Vladímirovich (de nuevo), 1095-1117 - Vsévolod Mstislávich, 1117-1132 - Sviatopolk Mstislávich, 1132 - Vsevolod Mstislávich (de nuevo), 1132-1136 - Sviatoslav Ólgovich, 1136-1138 - Sviatopolk Mstislávich (de nuevo), 1138 - Rostislav Yúrievich, 1138-1140 - Sviatoslav Ólgovich (de nuevo), 1140-1141 - Sviatoslav Vsévolodich, 1141 - Rostislav Yúrievich (de nuevo), 1141-1142 - Sviatopolk Mstislávich, 1142-1148 - Yaroslav Iziaslávich, 1148-1154 - Rostislav Mstislávich, 1154 - David Rostislávich de Smolensk, 1154-1155 - Mstislav Yúrievich, 1155-1158 - Sviatoslav Rostislávich de Smolensk, 1158-1160 - Mstislav Rostislávich («el Sin Ojos»), 1160-1161 - Sviatoslav Rostislávich, 1161-1168 - Román Mstislávich, 1168-1170 - Riúrik Rostislávich, 1170-1171 - Yuri Andréyevich, 1171-1175 - Sviatoslav Mstislávich, 1175-1176 - Mstislav Rostislávich el Sin Ojos (de nuevo), 1177 - Yaroslav Mstislávich, 1177 - Mstislav Rostislávich el Sin Ojos (3.ª vez), 1177-1178 - Yaropolk Rostislávich, 1178 - Roman Rostislávich, 1178-1179 - Mstislav Rostislávich («el Calvo»), 1179-1180 - Vladimiro Sviatoslávich, 1180-1181 - Yaroslav Vladímirovich, 1182-1184 | - Mstislav-Borís Davídovich, 1184-1187 - Yaroslav Vladímirovich (de nuevo), 1187-1196 - Yaropolk Yaroslávich, 1197 - Yaroslav Vladímirovich (3.ª vez), 1197-1199 - Sviatoslav Vsévolodovich, 1200-1205 - Konstantín Vsévolodich, 1205-1207 - Sviatoslav III de Vladímir (de nuevo), 1207-1210 - Mstislav Mstislávich, 1210-1215 - Yaroslav Vsévolodich, 1215-1216 - Mstislav Mstislávich (de nuevo), 1216-1218 - Sviatoslav Mstislavich, 1218-1219 - Vsévolod Mstislávich, 1219-1221 - Vsévolod Yúrievich (Dmitri), 1221 - Yaroslav Vsévolodich (de nuevo), 1221-1223 - Vsévolod Yúrievich (de nuevo), 1223-1224 - Mijaíl Vsévolodich, 1225 - Yaroslav Vsévolodich (3.ª vez), 1224-1228 - Fiódor Yaroslávich, 1228-1229 - Alejandro Yaroslávich («Nevski»), 1228-1229 - Mijaíl Vsévolodich (de nuevo), 1229 - Rostislav Mijaílovich, 1229-1230 - Yaroslav Vsévolodich (4.ª vez), 1230-1236 - Alejandro Yaroslávich (de nuevo) («Nevski»), 1236-1240 - Andréi Yaroslávich, 1241 - Alejandro Yaroslávich (3.ª vez) («Nevski»), 1241-1252 - Basilio Aleksándrovich, 1252-1255 - Yaroslav de Tver, 1255 - Basilio Aleksándrovich (de nuevo), 1255-1258 - Alejandro Yaroslávich (4.ª vez), 1258-1260 - Dmitri Aleksándrovich, 1260-1263 - Basilio Yaroslávich, 1264-1272 - Dmitri Aleksándrovich (de nuevo), 1272-1273 - Basilio Yaroslávich (de nuevo), 1273-1276 - Dmitri Aleksándrovich (3.ª vez), 1276-1281 - Andréi III de Vladímir, 1281-1285 - Dmitri Aleksándrovich (4.ª vez), 1285-1292 - Andréi III de Vladimir (de nuevo), 1292-1304 - Mijaíl Yaroslávich, 1308-1314 - Afanasii Daniílovich, 1314-1315 - Mijaíl Yaroslávich (de nuevo), 1315-1316 - Afanasi Daniílovich, 1318-1322 - Yuri Daniílovich, 1322-1325 - Alejandro Mijaílovich, 1325-1327 - Iván Daniílovich (Kalitá, el «Bolsa de Oro»), 1328-1337 - Simeón Ivánovich, 1346-1353 - Iván Ivánovich, 1355-1359 - Dmitri Konstantínovich, 1359-1363 - Dmitri Ivánovich (Donskói), 1363-1389 - Lengvenis (Lugveny (Semión) Ólgerdovich), 1389-1407 - Basilio Dmítrievich, 1408-1425 - Basilio Vasílievich, 1425-1462 - Iván Vasílievich («el Grande»), 1462-1480 |